# Loketská výsypka

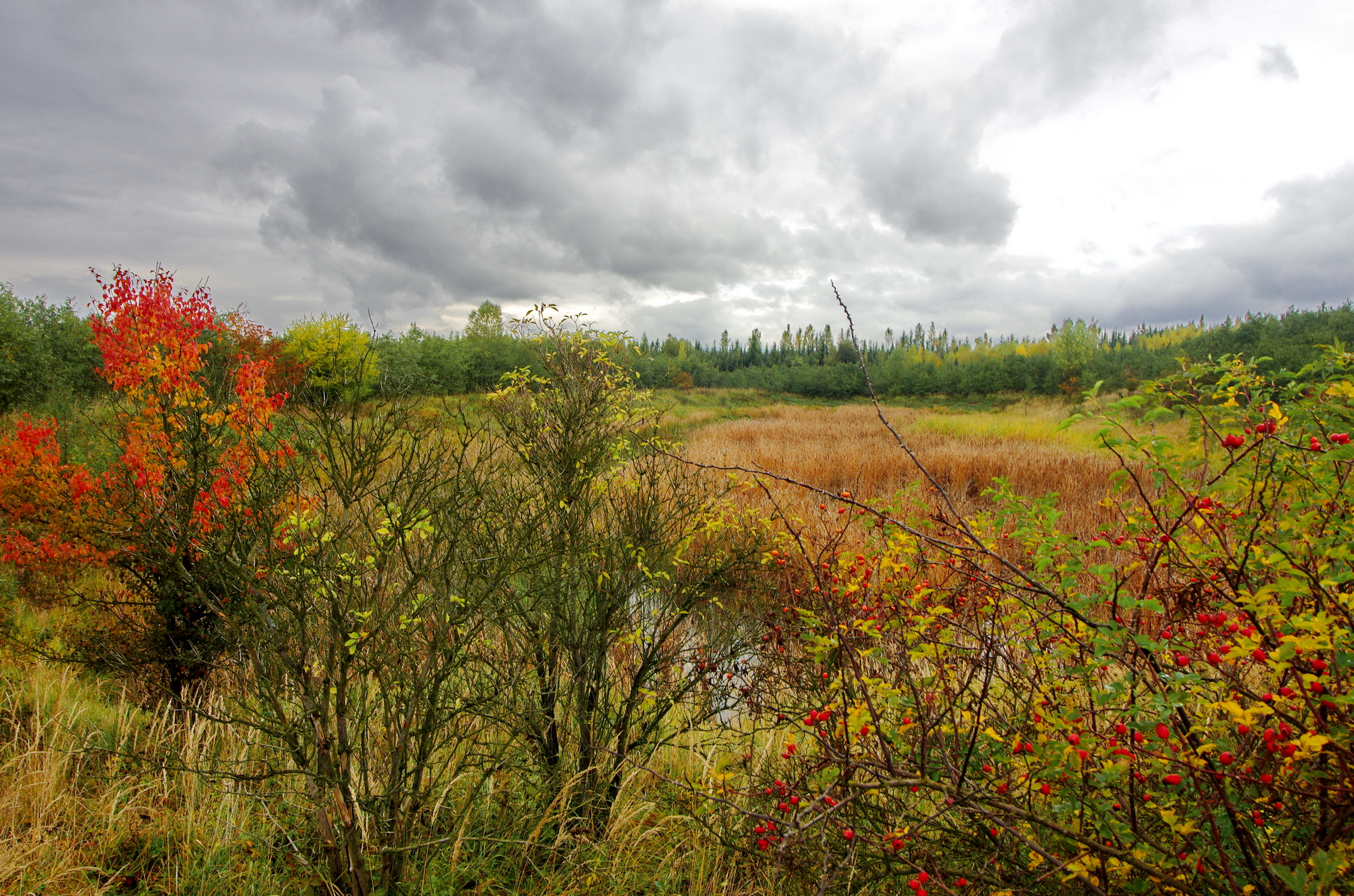
Zarostlé malé jezírko na výsypce

Loketská výsypka je výsypka nacházející se mezi městy Nové Sedlo, Chodov a obcí Hory a má rozlohu přes 500 ha.
Nachází se v konečné fázi rekultivací. Byly zde provedeny zemědělské a lesnické rekultivace. Jejích plocha je 320 ha.
Jsou zde vyznačeny v rámci obnovy území i nové cyklostezky v délce 14 km se sedmi odpočinkovými místy (přístřešky + informační tabule). Náklady na výstavbu činily 5,8 milionu Kč.